# Alexander Ramsey
Alexander Ramsey (Hummelstown, 8 settembre 1815 – Saint Paul, 22 aprile 1903) è stato un politico statunitense.
Ramsey fu eletto dalla Pennsylvania come Whig alla Camera dei Rappresentanti nel 28º e 29º Congresso degli Stati Uniti rimanendo in carica dal 4 marzo 1843 al 3 marzo 1847. Egli fu il primo governatore del Territorio del Minnesota dal 1º giugno 1849 al 15 maggio 1853 come membro del partito Whig.
Nel 1855, divenne sindaco di St. Paul. Ramsey fu eletto secondo governatore del Minnesota, dopo la statualità e rimase in carica dal 2 gennaio 1860 al 10 luglio 1863. Ramsey è accreditato come il primo governatore dell'Unione ad aver impegnato le truppe durante la guerra civile americana (era a Washington, quando scoppiarono i combattimenti). Ha rassegnato le dimissioni come governatore per diventare senatore, dopo essere stato eletto a tale posto nel 1863 come repubblicano. È stato successivamente rieletto nel 1869 e ha ricoperto la carica fino al 3 marzo 1875, quindi è stato nel 38º, 39º, 40º, 41º, 42º e 43º Congresso.
Ramsey fu anche Segretario alla Guerra dal 1879 al 1881, durante la presidenza di Rutherford Hayes.

## Eredità
La Minnesota Historical Society conserva la sua casa come un museo. È stata aggiunta al Registro Nazionale dei luoghi storici nel 1969. Alexander Ramsey Park, situato a Redwood Falls, nel Minnesota, è il più grande parco comunale del Minnesota. La Contea di Ramsey nel Minnesota, la Contea di Ramsey nel Dakota del Nord, la città di Ramsey nel Minnesota, la città di Ramsey nell'Illinois, il Ramsey Park a Stillwater, Alexander Ramsey Elementary School a Montevideo nel Minnesota e la Ramsey International Fine Arts Center (ex Alexander Ramsey Junior High School) a Minneapolis, sono così chiamate in suo onore.